# Gustaf de Laval
Carl Gustaf Patrik de Laval (Orsa, 9 maggio 1845 – Stoccolma, 2 febbraio 1913) è stato un ingegnere, inventore e imprenditore svedese che ha dato importanti contributi alla progettazione di turbine a vapore e macchinari per l'industria casearia.

Firma di Gustaf de Laval.

Membro dell'Accademia reale svedese delle scienze dal 1886. Fu eletto al parlamento svedese, rimase in carica dal 1888 al 1889 e fu in seguito membro del senato. Si spense a Stoccolma nel 1913 all'età di 67 anni.

## Biografia
Suo padre veniva dalla Francia e sua madre dalla Svezia. Delle sue numerose invenzioni in tutti i campi dell'ingegneria, la più significativa è probabilmente una centrifuga ulteriormente sviluppata da Wilhelm Lefeldt per il latte e utilizzata per separare la panna, per la quale inventò una turbina a vapore a pressione costante con un brevetto del 1883 (turbina de Laval). Ha ulteriormente inventato una serie di altre parti meccaniche che hanno aperto la strada nella costruzione di turbine. Questi includono gli alberi a turbina molto sottili con cuscinetti oscillanti con frequenza di risonanza inferiore alla propria velocità.
L'ugello de Laval, che prende il suo nome, è un ugello sviluppato nel 1883 per l'applicazione del vapore nelle turbine a vapore. È modellato in modo tale che un gas o vapore che scorre attraverso di esse possa essere accelerato a velocità supersonica senza causare alcun shock di compressione. La velocità del suono viene raggiunta nella sezione trasversale più stretta dell'ugello.
De Laval fondò la società AB Separator insieme a Oscar Lamm nel 1883, che fu ribattezzata Alfa Laval nel 1963.
Nel 1904 gli fu assegnata la Grashof Memorial Coin dalla Verein Deutscher Ingenieure (Associazione degli ingegneri tedeschi).